# Щеррторп (станція метро)
59°17′04″ пн. ш. 18°06′51″ сх. д. / 59.284444° пн. ш. 18.114167° сх. д.
«Щеррторп» (швед. Kärrtorp) — станція Зеленої лінії Стокгольмського метрополітену, обслуговується потягами маршруту Т17.
Станція була відкрита 18 листопада 1958 у складі черги Гаммарбюгейден — Багармоссен

  
Відстань від станції Слюссен 5,5 км.
Пасажирообіг станції в будень — 4,200 осіб (2019)

Розтушування: у мікрорайоні Щеррторп Седерорт, Стокгольм
Конструкція: відкрита наземна станція з однією острівною платформою на дузі.

## Операції
| Попередня станція     | Лінія | Лінія     | Лінія | Наступна станція        |
| --------------------- | ----- | --------- | ----- | ----------------------- |
| Б'єркгаген до Окесгов |       | Лінія T17 |       | Багармоссен до Скарпнек |